# Museu de la Història de Fontcoberta
El Museu de la Història de Fontcoberta es troba al municipi de Fontcoberta (el Pla de l'Estany).

## L'edifici
És situat en una antiga masia del Veïnat d'en Fares, documentada des de l'any 1201. La casa, anomenada can Jan, prengué el nom d'un dels seus propietaris, en Jan de Benajam, que fou un cabdill destacat en la Guerra dels Remences (segle xv). La casa, que acollí més d'una família, com ho testimonien les restes de diferents focs, al llarg dels anys passà per les mans d'uns quants propietaris. Estigué, però, abandonada fins al 1987, que l' Ajuntament de Fontcoberta l'adquirí amb la finalitat de convertir-la en casa de cultura i museu.
Can Jan és una casa de planta quadrada, construïda amb carreus i coberta amb teulada de dues vessants que, segons projecte de l'arquitecte Ramon Castells i després d'un període d'obres de restauració i rehabilitació, ha esdevingut un edifici que combina l'estructura antiga amb les noves propostes arquitectòniques. Com a elements més destacables, es conserven els arcs de pedra de la planta baixa, la porta principal dovellada i un finestral del segle xvi.

## Història
Fou fundat el 1996, per iniciativa de l'Ajuntament, per tal de conservar i exposar tots aquells testimoniatges materials de la història del municipi. Com a nucli inicial del Museu s'hi ha reunit un fons format per les restes arqueològiques que s'han anat trobant de manera fortuïta en els diferents jaciments del terme municipal. Juntament amb els fons històrics, el Museu acull també una col·lecció de rellotges, adquirida l'any 1995. El Museu té prevista la incorporació de tots aquells materials que vagin sorgint de les successives intervencions arqueològiques que es faran pròximament. Paral·lelament, s'hi organitzen exposicions temporals de temàtica molt variada.

## La visita
Acull a la planta baixa la sala d'actes, que alhora s'utilitza com a sala d'exposicions temporals, i una aula-taller on hi ha una petita mostra dedicada a dos aspectes característics del municipi: els triops d'Espolla (Triops cancriformis, petits crustacis que han trobat al Clot d'Espolla el seu únic hàbitat) i les Alzines Reclamadores (grans arbres monumentals que s'han fet servir com a refugi per al reclam d'ocells).
L'exposició permanent, a la primera planta, és configurada en dues seccions: la de rellotges i la d'arqueologia. La Col·lecció de Rellotges reuneix una mostra de l'obra de Josep Bofill. La varietat de models que la constitueixen es distingeix tant per la precisió tècnica com pel treball artístic. De tot el conjunt es destaquen per la seua ornamentació la sèrie de rellotges de pèndol de lira. Es tracta d'un conjunt d'antics rellotges de pèndol provinents de França, Anglaterra i Alemanya (aquesta col·lecció va ésser adquirida per l'Ajuntament el 1995).
La Secció d'Arqueologia aplega materials d'època paleolítica, ibèrica, romana i medieval. Del Paleolític s'exhibeixen els objectes ceràmics que provenen de la Roca Foradada, del Clot d'Espolla i del Mas de la Torre. D'època ibèrica es conserva una col·lecció de vasos ceràmics, de fusaioles i pesos de teler, i un molí manual trobats al camí de Puigpalter. La mostra de materials del període romà procedeix principalment de la vil·la del Camp de les Bruixes i és formada per diversos estris de ceràmica grisa i de ceràmica sigil·lada, fragments d'àmfores, utensilis de vidre i restes d'objectes de ferro. De l'edat mitjana s'exposen unes piques de pedra trobades a la Casa Forta d'Espasens, la importància de la qual il·lustren fotografies i dibuixos.

## Dades d'interès
- Adreça: Can Jan. Veïnat d'en Fares - 17833 Fontcoberta
- Telèfon: 972 57 58 07
- Fax: 972 57 41 39
- E-mail: ajuntament@fontcoberta.com
- Temàtica: Història - Arqueologia - Ciència i Tècnica - Arts decoratives - Geologia - Zoologia
- Serveis: Visites guiades - Biblioteca - Botiga / Venda de publicacions
- Situació: Als afores (a 3 km del centre històric)
- Titularitat: Pública
- Gestió: Ajuntament de Fontcoberta
- Drets d'entrada: Entrada de pagament. Tarifa reduïda: grups escolars - jubilats
- Horaris: De dimarts a divendres, de 17 a 20 h. Dissabte, diumenge i festius, d'11 a 14 h. Tancat: dilluns. Visites a hores convingudes per a grups.
- Barreres arquitectòniques: No
- Activitats: Exposicions temporals
- Publicacions: Publicacions diverses
- Museu inscrit al Registre de Museus de Catalunya (R 22-4-1998 / DOGC 14-5-1998)[1]
- Coordenades GPS: X: 2.78001, Y: 42.1492[2]